# 北海道幼稚園の廃園一覧
北海道幼稚園の廃園一覧（ほっかいどうようちえんのはいえんいちらん）は、北海道内の廃園になった幼稚園の一覧。対象となるのは、学制改革（1947年）以降に廃園となった幼稚園、および分園である。園名は廃園当時のもの。廃園時に幼稚園が所在した自治体がその後合併により消滅している場合は、現行の自治体に含む。また、現在休園中の道内の幼稚園（分園）も、参考として記載する。
（）内は、廃園になった年、統合先の幼稚園である。特に月日が表記されていないものは、3月31日閉園とする。
　

## 都市部

### 札幌市
- 札幌みなみ幼稚園
- 札幌静修短期大学付属幼稚園（1976年静修短期大学付属幼稚園、1997年札幌国際大学付属幼稚園を経て、2021年札幌国際大学付属認定こども園へ移行）[1]
- 五十鈴幼稚園（1989年）
- 第二澄川幼稚園（2008年）
- 浄恩幼稚園（2009年休園）[2]
- 札幌市立すずらん幼稚園（2011年）[3]
- 札幌市立らいらっく幼稚園（2011年）[4]
- 札幌市立すみかわみなみ幼稚園（2011年学校法人幌北学園認定こども園そらいろへ移行）[5]
- 南の沢幼稚園（2011年休園、2017年廃園）[6]
- 札幌市立たいへいみなみ幼稚園（2013年）[7]
- 札幌市立ふくいの幼稚園（2013年）[8]
- 札幌市立いなづみ幼稚園（2013年）[9]
- 琴星幼稚園（2013年）[10]
- 札幌あすなろ幼稚園（2013年）[10]
- 新さっぽろ幼稚園〈旧〉（2013年幼保連携型認定こども園新さっぽろ幼稚園〈新〉へ移行）[11]
- 札幌ひまわり幼稚園（2014年学校法人幌北学園認定こども園ひまわりへ移行）[12]
- 幌北幼稚園（2014年5月学校法人幌北学園認定こども園こうほくへ移行）[12]
- 大谷地幼稚園（2014年認定こども園おおやちへ移行）[13]
- 北野しらかば幼稚園〈旧〉（2015年幼保連携型認定こども園北野しらかば幼稚園〈新〉へ移行）[11]
- 札幌市立しんえい幼稚園（2015年[14]認定こども園にじいろへ移行）[注釈 1]
- あいの里幼稚園（2016年学校法人幌北学園認定こども園あいの里へ移行）[12]
- もみじ台幼稚園〈旧〉（2016年幼稚園型認定こども園もみじ台幼稚園〈新〉へ移行）[11]
- 新琴似幼稚園〈旧〉（2016年認定こども園新琴似幼稚園〈新〉へ移行）[15]
- 星の子幼稚園（2016年幼保連携型認定こども園ほしおきガーデン星の子幼稚園へ移行）[16]
- 桜台いちい幼稚園〈旧〉（2016年幼保連携型認定こども園桜台いちい幼稚園〈新〉へ移行）[17]
- 清明幼稚園[17]（2016年幼保連携型認定こども園せいめいのもり[18]へ移行）
- 丘珠幼稚園[17]（2016年幼保連携型認定こども園おかだまのもり[18]へ移行）
- 北郷あゆみ幼稚園〈学校法人田畑学園〉（2016年休園、2017年一旦廃園[19]し学校法人自由創造学園認定こども園北郷あゆみ幼稚園が開設[20]）
- 北都幼稚園〈旧〉（2017年幼保連携型認定こども園北都幼稚園〈新〉へ移行）[11]
- あいの里大藤幼稚園〈旧〉（2017年幼保連携型認定こども園あいの里大藤幼稚園〈新〉へ移行）[11]
- いしやま中央幼稚園（2017年よい子の幼稚園と統合し森の幼稚園へ）[21]
- よい子の幼稚園（2017年いしやま中央幼稚園と統合し森の幼稚園へ）[21]
- ひばりが丘明星幼稚園〈旧〉（2017年幼保連携型認定こども園ひばりが丘明星幼稚園〈新〉へ移行）[22]
- 札幌大谷幼稚園〈旧〉（2017年幼保連携型認定こども園札幌大谷幼稚園〈新〉へ移行）[19]
- 北都幼稚園〈旧〉（2017年幼保連携型認定こども園北都幼稚園〈新〉へ移行）[19]
- 松葉幼稚園（2017年[23]認定こども園まつばの杜[24]へ移行）
- 華園幼稚園（2018年学校法人幌北学園認定こども園はなぞのへ移行）[12]
- 光塩学園女子短期大学附属幼稚園（2018年光塩学園女子短期大学附属認定こども園へ移行）[25]
- ふしこ幼稚園〈旧〉（2018年幼保連携型認定こども園ふしこ幼稚園〈新〉へ移行）[26]
- 山王幼稚園（2019年幼保連携型認定こども園山王幼稚園〈新〉へ移行）[27]
- 札幌北幼稚園〈旧〉（2020年認定こども園札幌北幼稚園〈新〉へ移行）[28]
- 栄光幼稚園〈旧〉（2020年認定こども園栄光幼稚園〈新〉へ移行）[29]
- 平岸幼稚園（2020年[30]認定こども園ひらぎし幼稚園へ移行）
- つみき幼稚園（2021年学校法人幌北学園認定こども園つみきへ移行）[12]
- 幸明幼稚園〈旧〉（2021年幼保連携型認定こども園幸明幼稚園〈新〉へ移行）[31]
- Cinq Perles幼稚園〈旧〉（2021年幼保連携型認定こども園Cinq Perles幼稚園〈新〉へ移行）[32]
- 札幌国際大学付属幼稚園（2021年札幌国際大学付属認定こども園へ移行）[1]
- 北海道文教大学附属幼稚園〈旧〉（2021年幼保連携型認定こども園北海道文教大学附属幼稚園〈新〉へ移行）[33]
- 北郷札幌幼稚園〈旧〉（2021年幼保連携型認定こども園北郷札幌幼稚園〈新〉へ移行）[34]
- 第2あつべつ幼稚園〈旧〉（2021年幼保連携型認定こども園第2あつべつ幼稚園〈新〉へ移行）[34]
- ときわみなみの幼稚園〈旧〉（2021年幼保連携型認定こども園ときわみなみの幼稚園〈新〉へ移行）[34]
- 黎明幼稚園（2021年7月1日認定こども園しののめへ移行）[35]
- 光の泉幼稚園（2022年学校法人幌北学園認定こども園ひかりへ移行）[12]
- 聖ミカエル幼稚園〈旧〉（2022年認定こども園聖ミカエル幼稚園〈新〉へ移行）[36]
- おおぞら幼稚園〈旧〉（2022年[37]認定こども園おおぞら幼稚園〈新〉[38]へ移行）
- まこまない明星幼稚園〈旧〉（2022年認定こども園まこまない明星幼稚園〈新〉へ移行）[39]
- 札幌ゆたか幼稚園〈旧〉（2022年[40]認定こども園札幌ゆたか幼稚園〈新〉[41]へ移行）
- 札幌ルーテル幼稚園〈旧〉（2022年[42]幼保連携型認定こども園札幌ルーテル幼稚園〈新〉[43]へ移行）
- 琴似教会幼稚園〈旧〉（2022年認定こども園琴似教会幼稚園〈新〉へ移行）[44]
- 麻生明星幼稚園〈旧〉（2022年[45]認定こども園麻生明星幼稚園〈新〉[46]へ移行）
- 南郷札幌幼稚園〈旧〉（2023年幼保連携型認定こども園南郷札幌幼稚園〈新〉へ移行）[47]
- 桑園幼稚園〈旧〉（2023年幼保連携型認定こども園桑園幼稚園〈新〉へ移行）[48]
- 茨戸メリー幼稚園〈旧〉（2023年認定こども園茨戸メリー幼稚園〈新〉へ移行）[48]
- 北光幼稚園〈旧〉（2023年幼保連携型認定こども園北光幼稚園〈新〉へ移行）[49]
- 前田幼稚園〈旧〉（2023年幼保連携型認定こども園前田幼稚園〈新〉へ移行）[50]
- 札幌市立あつべつきた幼稚園（2025年）[51]
- 札幌市立ひがしなえぼ幼稚園（2025年）[52]
- 札幌市立もいわ幼稚園（2025年）[53]
- 札幌市立手稲中央幼稚園（2025年）[54]

### 函館市
- 湯川明照幼稚園（1981年）[55]
- 函館市立函館幼稚園（2003年松風幼稚園と統合しはこだて幼稚園へ）[56]
- 函館市立松風幼稚園（2003年函館幼稚園と統合しはこだて幼稚園へ）[56]
- 函館市立日吉幼稚園（2009年はこだて幼稚園へ統合）[56]
- 函館市立万年橋幼稚園（同上）[56]
- 函館大谷幼稚園〈元町〉（2014年函館第三大谷幼稚園へ統合）[57]
- 認定こども園ききょう幼稚園〈旧〉（2016年幼稚園型認定こども園ききょう幼稚園[58]となり、2019年幼保連携型認定こども園ききょう幼稚園〈新〉へ移行[23]）
- 函館大谷幼稚園〈千代台町〉（2016年幼保連携型認定こども園函館大谷幼稚園〈新〉へ移行）[17]
- 花園大谷幼稚園〈旧〉（2016年幼保連携型認定こども園花園大谷幼稚園〈新〉へ移行）[17]
- 第二太陽の子幼稚園〈旧〉（2016年10月1日幼保連携型認定こども園第二太陽の子幼稚園〈新〉へ移行）[6]
- 函館ひかり幼稚園〈旧〉（2017年幼保連携型認定こども園函館ひかり幼稚園〈新〉へ移行）[19]
- 函館市立はこだて幼稚園（2019年）[59]
- 元町白百合幼稚園〈旧〉（2019年認定こども園元町白百合幼稚園〈新〉へ移行）[60]
- カトリック湯の川幼稚園〈旧〉（2019年幼保連携型認定こども園カトリック湯の川幼稚園〈新〉へ移行）[61]
- 函館あおい幼稚園（2019年函館あおい認定こども園へ移行）[62]
- 龍谷幼稚園〈旧〉（2020年幼保連携型認定こども園龍谷幼稚園〈新〉へ移行）[63]
- 認定こども園太陽の子幼稚園〈旧〉（2021年幼保連携型認定こども園太陽の子幼稚園〈新〉へ移行）[34]
- 認定こども園函館ちとせ幼稚園〈旧〉（2023年幼保連携型認定こども園函館ちとせ幼稚園〈新〉へ移行）[64]
- 戸井町立戸井西幼稚園（1998年戸井東幼稚園と統合し函館市立戸井幼稚園〈当時：戸井町立〉へ）[56]
- 戸井町立戸井東幼稚園（1998年戸井西幼稚園と統合し戸井幼稚園へ）[56]

### 小樽市
- 塩谷大谷幼稚園（2006年休園、2020年12月31日廃園）[65]
- 豊川幼稚園（2010年）
- 高島幼稚園（2013年いなほ幼稚園へ統合）[10]
- 認定こども園いなほ幼稚園〈旧〉（2020年幼保連携型認定こども園いなほ幼稚園〈新〉へ移行）[30]
- 認定こども園さくら幼稚園〈旧〉（2023年幼保連携型認定こども園さくら幼稚園〈新〉へ移行）[66]

### 旭川市
- 旭幼稚園[67]（廃園時期不詳）
- せいれい幼稚園（2005年）
- 明照幼稚園（2016年）[68]
- 大谷さかえ幼稚園（2018年休園、2020年廃園）[30]
- あしたば幼稚園（2019年）[23]
- 旭川別院附属大谷さくら幼稚園〈旧〉（2019年幼稚園型認定こども園旭川別院附属大谷さくら幼稚園〈新〉へ移行）[69]
- 大谷ひかり幼稚園（2020年休園、同年12月31日廃園）[65]

### 室蘭市
- 室蘭めぐみ幼稚園（2006年）
- 室蘭市立港北幼稚園（2008年）[注釈 2]
- 室蘭めばえ幼稚園〈旧〉（2018年幼保連携型認定こども園室蘭めばえ幼稚園〈新〉へ移行）[26][注釈 3]
- 清泉幼稚園〈旧〉（2020年11月1日幼保連携型認定こども園清泉幼稚園〈新〉へ移行）[71]
- 室蘭幼稚園〈旧〉（2023年幼保連携型認定こども園室蘭幼稚園〈新〉へ移行）[72]

### 釧路市
- 尺別炭礦幼稚園（1970年6月）[73]
- 鶴ヶ岱幼稚園（1994年）[73]
- こばと幼稚園（2001年）[73]
- 大楽毛よしの幼稚園[17]（2016年認定こども園よしの[74]へ移行）
- 釧路明照幼稚園（2018年）[26]
- 鳥取あおば幼稚園（2018年鶴野あおば幼稚園へ統合）[26]
- 釧路市立音別幼稚園[75]（2019年釧路市立音別認定こども園へ移行）[76]
- 釧路短期大学附属幼稚園[75]（2019年認定こども園釧路短期大学ふぞく幼稚園へ移行）[76]
- ひぶな幼稚園〈旧〉[75]（2019年認定こども園ひぶな幼稚園〈新〉へ移行）[76]
- ふたば幼稚園（2019年）[77]
- 十条ひまわり幼稚園[76]（2020年認定こども園釧路ひまわり幼稚園へ移行）[78]
- 釧路市立阿寒幼稚園〈旧〉[79]（2022年釧路市立認定こども園阿寒幼稚園〈新〉へ移行）[80]
- 湖畔幼稚園〈旧〉（2022年幼稚園型認定こども園湖畔幼稚園〈新〉へ移行）[81]

### 帯広市
- 双葉幼稚園（2013年）[82]

### 北見市
- 常呂幼稚園（1978年）[83]
- 北見市立常呂幼稚園（2008年）
- 端野若葉幼稚園（2016年）[68]
- 北見ときわ幼稚園〈旧〉（2016年幼保連携型認定こども園北見ときわ幼稚園〈新〉へ移行）[17]
- 北見北光幼稚園〈旧〉（2017年幼保連携型認定こども園北見北光幼稚園〈新〉へ移行）[84]
- 北見幼稚園〈旧〉（2020年幼保連携型認定こども園北見幼稚園〈新〉へ移行）[85]

### 夕張市
- 夕張市立ユーパロ幼稚園（2021年清陵保育園と統合し社会福祉法人夕張保育協会ゆうばり丘の上こども園へ）[86]

### 岩見沢市
- よいこのくに幌向幼稚園（2013年）[10]

### 網走市
- 網走市立網走愛香幼稚園（1977年）[87]
- 潮見幼稚園（2019年[23]認定こども園しおみ[88]へ移行）
- 網走若葉幼稚園〈旧〉（2021年認定こども園網走若葉幼稚園〈新〉へ移行）[89]
- 網走幼稚園〈旧〉（2021年認定こども園網走幼稚園〈新〉へ移行）[89]

### 苫小牧市
- 苫小牧第二中央幼稚園（2013年苫小牧中央幼稚園へ統合）[10]
- 苫小牧市立はなぞの幼稚園（2014年）[90]
- 苫小牧中央幼稚園〈旧〉（2015年幼保連携型認定こども園苫小牧中央幼稚園〈新〉へ移行）[91]
- かおり幼稚園〈旧〉（2015年幼保連携型認定こども園かおり幼稚園〈新〉へ移行）[92]
- 勇払幼稚園〈旧〉（2016年幼保連携型認定こども園勇払幼稚園〈新〉へ移行）[93]
- 第2はくちょう幼稚園〈旧〉（2018年幼保連携型認定こども園第2はくちょう幼稚園〈新〉へ移行）[94]
- 苫小牧聖ルカ幼稚園〈旧〉（2018年幼保連携型認定こども園苫小牧聖ルカ幼稚園〈新〉へ移行）[26]
- 苫小牧マーガレット幼稚園〈旧〉（2020年幼保連携型認定こども園苫小牧マーガレット幼稚園〈新〉へ移行）[30]
- 苫小牧ふたば幼稚園〈旧〉（2021年幼保連携型認定こども園苫小牧ふたば幼稚園〈新〉へ移行）[95]
- はくちょう幼稚園〈旧〉（2021年幼保連携型認定こども園はくちょう幼稚園〈新〉へ移行）[34]
- 原学園ひかり幼稚園[34]（2023年幼保連携型認定こども園ひかりの国幼稚園へ移行）[96]
- 苫小牧聖母幼稚園（2023年）[97]
- 苫小牧いずみ幼稚園〈旧〉（2023年[98]幼保連携型認定こども園苫小牧いずみ幼稚園〈新〉[99]へ移行）
- ひかりの国幼稚園〈旧〉（2023年認定こども園ひかりの国幼稚園〈新〉へ移行）[100]

### 稚内市
- 稚内カトリック幼稚園（2011年休園、2014年廃園）[57]
- 萩見幼稚園（2018年）[26]
- 稚内鈴蘭幼稚園〈旧〉（2022年認定こども園稚内鈴蘭幼稚園・保育園へ移行）[101]

### 美唄市
- 美唄市立中央幼稚園（2010年）[102]
- 美唄市立三井美唄幼稚園（2013年）[102]
- 美唄市立栄幼稚園（2020年）[103]

### 芦別市
- ひまわり幼稚園（2004年）[104]
- 芦別みどり幼稚園〈旧〉（2021年認定こども園芦別みどり幼稚園〈新〉へ移行）[105]

### 江別市
- 若葉幼稚園〈初代〉（2015年認定こども園若葉幼稚園〈2代目〉となり、2019年幼保連携型認定こども園若葉幼稚園〈3代目〉へ移行）[106]
- 晃成幼稚園（2016年）[68]
- あけぼの幼稚園（2016年のびのび保育園と統合し認定こども園あけぼのへ）[107]
- 大麻幼稚園（2016年認定こども園大麻幼稚園まんまる保育園となり、2018年認定こども園大麻まんまるこども園へ改称）[108]
- 元江別わかば幼稚園〈旧〉（2017年認定こども園元江別わかば幼稚園〈新〉へ移行）[109]
- 第2大麻幼稚園〈旧〉（2018年幼保連携型認定こども園第2大麻幼稚園〈新〉へ移行）[110]
- 大麻藤幼稚園（2020年大麻藤認定こども園へ移行）[111]
- 大麻ひかり幼稚園〈旧〉（2023年[112]認定こども園大麻ひかり幼稚園〈新〉[113]へ移行）

### 赤平市
- 赤平市立赤平幼稚園〈旧〉（2005年いずみ幼稚園と統合し赤平市立赤平幼稚園〈新〉へ）[114]
- 赤平市立いずみ幼稚園（2005年赤平幼稚園〈旧〉と統合し赤平幼稚園〈新〉へ）[114]

### 紋別市
- 認定こども園紋別藤幼稚園〈旧〉（2016年幼保連携型認定こども園認定こども園紋別藤幼稚園〈新〉へ移行）[17]

### 士別市
- カトリック士別幼稚園〈旧〉（2017年認定こども園カトリック士別幼稚園〈新〉へ移行）[115]

### 名寄市
- 風連幼稚園〈旧〉（2019年風連さくら保育園と統合し幼保連携型認定こども園風連幼稚園〈新〉へ）[116]

### 三笠市
- 三笠市立さくら幼稚園（1991年）
- 三笠藤幼稚園（2020年）[117]

### 根室市
- 根室幼稚園（2005年休園、2015年12月1日廃園）[68]
- 睦の園幼稚園〈旧〉（2020年幼保連携型認定こども園睦の園幼稚園〈新〉へ移行）[118]

### 千歳市
- 北陽幼稚園〈旧〉（2015年幼保連携型認定こども園北陽幼稚園〈新〉へ移行）[91]
- 千歳第2幼稚園〈旧〉（2016年幼保連携型認定こども園千歳第2幼稚園〈新〉へ移行）[17]
- 向陽台つくし幼稚園〈旧〉（2017年認定こども園向陽台つくし幼稚園〈新〉へ移行）[119]

### 滝川市
- えべおつ幼稚園（1999年）[120]
- 滝川市立みずほ幼稚園（2007年）[120]
- 滝川市立おおぞら幼稚園（2010年）[120]

### 歌志内市
- 歌志内幼稚園〈初代〉（1998年歌志内市立中村幼稚園改め歌志内幼稚園〈2代目〉へ統合）[121]
- 歌志内市立歌志内幼稚園〈2代目〉（2018年神威保育所と統合し歌志内認定こども園「あおぞら」へ）[121]

### 登別市
- 登別市立若草幼稚園（2003年）[122]
- 登別市立富士幼稚園（2005年）[122]
- 登別市立登別温泉幼稚園（2005年）[122]

### 恵庭市
- 恵み野幼稚園〈旧〉（2016年幼保連携型認定こども園恵み野幼稚園〈新〉へ移行）[17]
- 柏学園ひまわり幼稚園〈旧〉（2016年幼保連携型認定こども園柏学園ひまわり幼稚園〈新〉へ移行）[17]
- 恵庭幼稚園〈旧〉（2022年[123]幼保連携型認定こども園恵庭幼稚園〈新〉[124]へ移行）

### 伊達市
- 伊達市立さくら幼稚園（2015年）[125]

### 北広島市
- 札幌自由の森幼稚園〈旧〉（2016年幼保連携型認定こども園札幌自由の森幼稚園〈新〉へ移行）[17]
- 北広島わかば幼稚園〈旧〉（2017年幼保連携型認定こども園北広島わかば幼稚園〈新〉へ移行）[126]

### 石狩市
- 石狩市立南線幼稚園（2005年）[127]
- 花川わかば幼稚園〈旧〉（2016年幼保連携型認定こども園花川わかば幼稚園〈新〉へ移行）[17]
- ミナクル幼稚園〈旧〉（2016年幼保連携型認定こども園ミナクル幼稚園〈新〉へ移行）[17]
- 花川北陽幼稚園（2017年[19]花川北陽認定こども園[128]へ移行）
- 花川マリア幼稚園（2019年花川マリア認定こども園へ移行）[129]

## 郡部

### 石狩郡
- 当別夢の国幼稚園〈旧〉（2016年幼保連携型認定こども園当別夢の国幼稚園〈新〉へ移行）[17]

### 松前郡
- 愛幼稚園（2002年休園、2015年廃園）[130]
- 福島町立吉岡幼稚園（2008年休園、2013年廃園[131]）

### 上磯郡
- 知内幼稚園（2022年知内保育園および湯の里保育所と統合ししりうち認定こども園へ）[132]

### 亀田郡
- 七飯マリア幼稚園〈旧〉（2022年認定こども園七飯マリア幼稚園へ移行）[133]

### 二海郡
- 八雲マリア幼稚園〈旧〉（2018年幼保連携型認定こども園八雲マリア幼稚園〈新〉へ移行）[134]

### 山越郡
- 長万部マリア幼稚園〈旧〉（2021年幼保連携型認定こども園長万部マリア幼稚園〈新〉へ移行）[135]

### 檜山郡
- 江差幼稚園〈旧〉（2020年幼保連携型認定こども園江差幼稚園〈新〉へ移行）[30]

### 磯谷郡
- 昆布大谷幼稚園（2013年）[10]

### 虻田郡（ニセコ町、真狩村、留寿都村、喜茂別町、京極町、倶知安町）
- 倶知安幼稚園〈旧〉（2017年幼保連携型認定こども園倶知安幼稚園〈新〉へ移行）[19]
- 倶知安藤幼稚園〈旧〉（2018年認定こども園倶知安藤幼稚園〈新〉へ移行）[136]

### 岩内郡
- 岩内大谷幼稚園（2016年）[68]

### 古平郡
- 古平町立花の木幼稚園（2008年）[137]

### 余市郡
- 西部杉の子幼稚園（2005年）

### 空知郡（南幌町、奈井江町、上砂川町）
- 南幌町立南幌幼稚園（2007年）
- みずほ幼稚園（2014年）[57]

### 夕張郡
- 栗山めぐみ幼稚園（2018年栗山めぐみこども園へ移行）[138]
- 由仁幼稚園（2020年由仁町立由仁保育園と統合しにじいろこども園へ）[139]

### 樺戸郡
- 月形大谷幼稚園（2016年）[68]

### 雨竜郡（妹背牛町、秩父別町、雨竜町、北竜町、沼田町）
- 妹背牛幼稚園（2016年）[68]
- 沼田町立沼田幼稚園（2016年沼田保育園と統合し沼田町認定こども園へ）

### 上川郡 (石狩国)
- たかす円山幼稚園〈旧〉（2017年認定こども園たかす円山幼稚園〈新〉へ移行）[140]
- 青葉幼稚園（2019年11月幼保連携型認定こども園びえい青葉幼稚園へ移行）[141]
- 東神楽町立東神楽幼稚園（2023年中央保育園と統合し東神楽町立認定こども園心花楽へ）[142]
- 愛別町立愛別幼稚園（2022年[143]愛別町立認定こども園愛別町幼児センター[144]へ移行）

### 空知郡（上富良野町、中富良野町、南富良野町）
- 上富良野高田幼稚園〈旧〉（2016年幼保連携型認定こども園上富良野高田幼稚園〈新〉へ移行）[17]

### 中川郡 (天塩国)
- 美深町立美深幼稚園（2008年美深保育所と統合し認定こども園美深町幼児センターへ）[145]

### 天塩郡（遠別町、天塩町）
- 遠別町立遠別幼稚園（2009年）

### 枝幸郡
- 枝幸幼稚園（2023年枝幸町認定こども園へ移行）[146]
- 歌登町立歌登幼稚園（2005年）

### 利尻郡
- 利尻富士町立鴛泊幼稚園（2008年）

### 網走郡
- 津別青葉幼稚園（2015年）[130]
- せちりあおば幼稚園（2016年）[68]
- 認定こども園美幌藤幼稚園〈旧〉（2019年8月1日幼保連携型認定こども園美幌藤幼稚園〈新〉へ移行）[147]
- 大空町立女満別幼稚園（2021年大空町立豊住保育園と統合し社会福祉法人大空町社会福祉協議会大空町認定こども園めまんべつへ）[148]
- 大空町立東藻琴幼稚園（2022年大空町認定こども園ひがしもことへ移行）[149]

### 斜里郡
- 斜里大谷幼稚園〈旧〉（2016年幼保連携型認定こども園斜里大谷幼稚園〈新〉へ移行）[17]

### 常呂郡
- 訓子府町立訓子府幼稚園（2016年くんねっぷ保育園と統合し訓子府町認定こども園[150]「わくわく園」へ）

### 紋別郡
- 滝上町立滝上幼稚園（2015年[14]滝上町こども園へ移行）[注釈 4]
- 遠軽幼稚園〈旧〉（2020年認定こども園遠軽幼稚園〈新〉へ移行）[151]
- みのり幼稚園（2022年中湧別保育所、上湧別保育所、開盛保育所と統合しこども園みのりへ）[152]

### 虻田郡（豊浦町、洞爺湖町）
- とようら幼稚園（2014年）[153]

### 白老郡
- みどり幼稚園

### 沙流郡
- 富川ひばり幼稚園〈旧〉（2023年日高町立二葉保育所と統合し幼保連携型認定こども園富川ひばり幼稚園〈新〉へ）[154]
- 平取幼稚園（1949年）[155]

### 様似郡
- 様似町立あすなろ幼稚園（2015年[14]認定こども園様似町立幼児センターへ移行）[注釈 5]

### 日高郡
- 新ひだか町立三石幼稚園（2008年）

### 河東郡
- 愛光幼稚園（1979年）
- 士幌町立士幌幼稚園（2008年士幌保育所と統合し士幌町認定こども園なかよしへ）[156]
- 鹿追町立鹿追幼稚園（2015年[125]認定こども園しかおいへ移行）[注釈 6]

### 上川郡 (十勝国)
- 清水町立清水幼稚園（2023年清水町立しみず保育所と統合ししみず認定こども園へ）[157]

### 中川郡 (十勝国)
- 本別カトリック幼稚園（2017年[19]幼保連携型認定こども園ほんべつ[158]へ移行）

### 十勝郡
- 浦幌町立吉野幼稚園（2010年）[159]
- 浦幌町立浦幌幼稚園（2021年しらかば保育園と統合し浦幌町認定こども園へ）[160]

### 釧路郡
- せちりあおば幼稚園（2016年鶴野あおば幼稚園へ統合）[68]

### 川上郡
- 摩周丘幼稚園（2019年おひさま保育園と統合し認定こども園ましゅうへ）[161]

### 白糠郡
- 白糠二葉幼稚園（2020年白糠町立白糠保育園と統合し白糠こども園へ）[162]

### 標津郡
- 中標津愛光幼稚園〈旧〉（2019年認定こども園中標津愛光幼稚園〈新〉へ移行）[163]
- 中標津カトリック幼稚園〈旧〉（2019年認定こども園中標津カトリック幼稚園〈新〉へ移行）[164]